# 晴明通
晴明通（せいめいどおり）は大阪市阿倍野区の町名。丁番を持たない単独町名である。

## 地理
上町台地に位置し、標高は10mを超える。北で松虫通、東で阿倍野元町、南で相生通、西で橋本町と隣接する。阪堺電気軌道上町線東天下茶屋停留場から阪堺電気軌道阪堺線聖天坂停留場にかけて東西に晴明通が通り、10番には大阪市立晴明丘小学校が位置する。大阪市立晴明丘小学校、大阪市立阪南中学校の学区に当たる。隣接する橋本町・相生通、さらに南側の北畠・帝塚山・万代にかけての一帯は文教地区として知られる。町内の西側（9番、10番、15番、16番辺り）は『聖天山風致地区』の指定範囲となる。

## 歴史

### 地名の由来
町名は、昔の天王寺村を市街地として開発したときからのこの付近に付けられた通称で、安倍晴明を祀る安倍晴明神社が、晴明通と隣接する現在の阿倍野元町に所在していることに由来する。安倍晴明の伝説は広い範囲において受け継がれており、晴明公に由来して名付けられた。

### 沿革
1967年（昭和42年）まで1 - 2丁目があった。
- 1929年（昭和4年）、大阪市住吉区天王寺町・阿倍野町の各一部より成立。
- 1943年（昭和18年）、分区により阿倍野区の所属となる。
- 1967年（昭和42年）、橋本町の一部を編入[6]。

## 世帯数と人口
2024年（令和6年）9月30日現在の世帯数と人口は以下の通りである。
| 町丁   | 世帯数  | 人口    |
| ------ | ------- | ------- |
| 晴明通 | 866世帯 | 1,977人 |

### 人口の変遷
国勢調査による人口の推移。
| 1995年（平成7年）  | 1,843人 | [ 7 ]  |  |
| 2000年（平成12年） | 1,958人 | [ 8 ]  |  |
| 2005年（平成17年） | 1,900人 | [ 9 ]  |  |
| 2010年（平成22年） | 1,893人 | [ 10 ] |  |
| 2015年（平成27年） | 1,972人 | [ 11 ] |  |
| 2020年（令和2年）  | 1,913人 | [ 12 ] |  |

### 世帯数の変遷
国勢調査による世帯数の推移。
| 1995年（平成7年）  | 644世帯 | [ 7 ]  |  |
| 2000年（平成12年） | 724世帯 | [ 8 ]  |  |
| 2005年（平成17年） | 712世帯 | [ 9 ]  |  |
| 2010年（平成22年） | 730世帯 | [ 10 ] |  |
| 2015年（平成27年） | 739世帯 | [ 11 ] |  |
| 2020年（令和2年）  | 753世帯 | [ 12 ] |  |

## 学区
市立小・中学校に通う場合、学区は以下の通りとなる。なお、小学校・中学校入学時に学校選択制度を導入しており、通学区域以外に阿倍野区の小学校（自宅から概ね2km以内）・中学校から選択することも可能。
| 番・番地等 | 小学校               | 中学校             |
| ---------- | -------------------- | ------------------ |
| 全域       | 大阪市立晴明丘小学校 | 大阪市立阪南中学校 |

## 事業所
2021年（令和3年）現在の経済センサス調査による事業所数と従業員数は以下の通りである。
| 町丁   | 事業所数 | 従業員数 |
| ------ | -------- | -------- |
| 晴明通 | 60事業所 | 382人    |

## 施設
- 大阪市立晴明丘小学校
- 阿倍野消防署晴明通出張所

## その他

### 日本郵便
- 〒545-0032[3]（集配局：阿倍野郵便局[16]）